# Теуль-де-Гонсалес-Ортега (муниципалитет)
Теуль-де-Гонсалес-Ортега (исп. Teul de González Ortega) — муниципалитет в Мексике, входит в штат Сакатекас. Население 5279 человек.

## История
Город основан в 1916 году .